# Comité olympique syrien
Pour les articles homonymes, voir Comité olympique syrien (Coalition nationale syrienne).
Le Comité olympique syrien est le comité national olympique de Syrie, reconnu par le Comité international olympique en 1948.
En raison de la création de la République arabe unie en 1958, la Syrie ne participe pas en tant que telle aux Jeux de 1960.